# سایبان خودرو

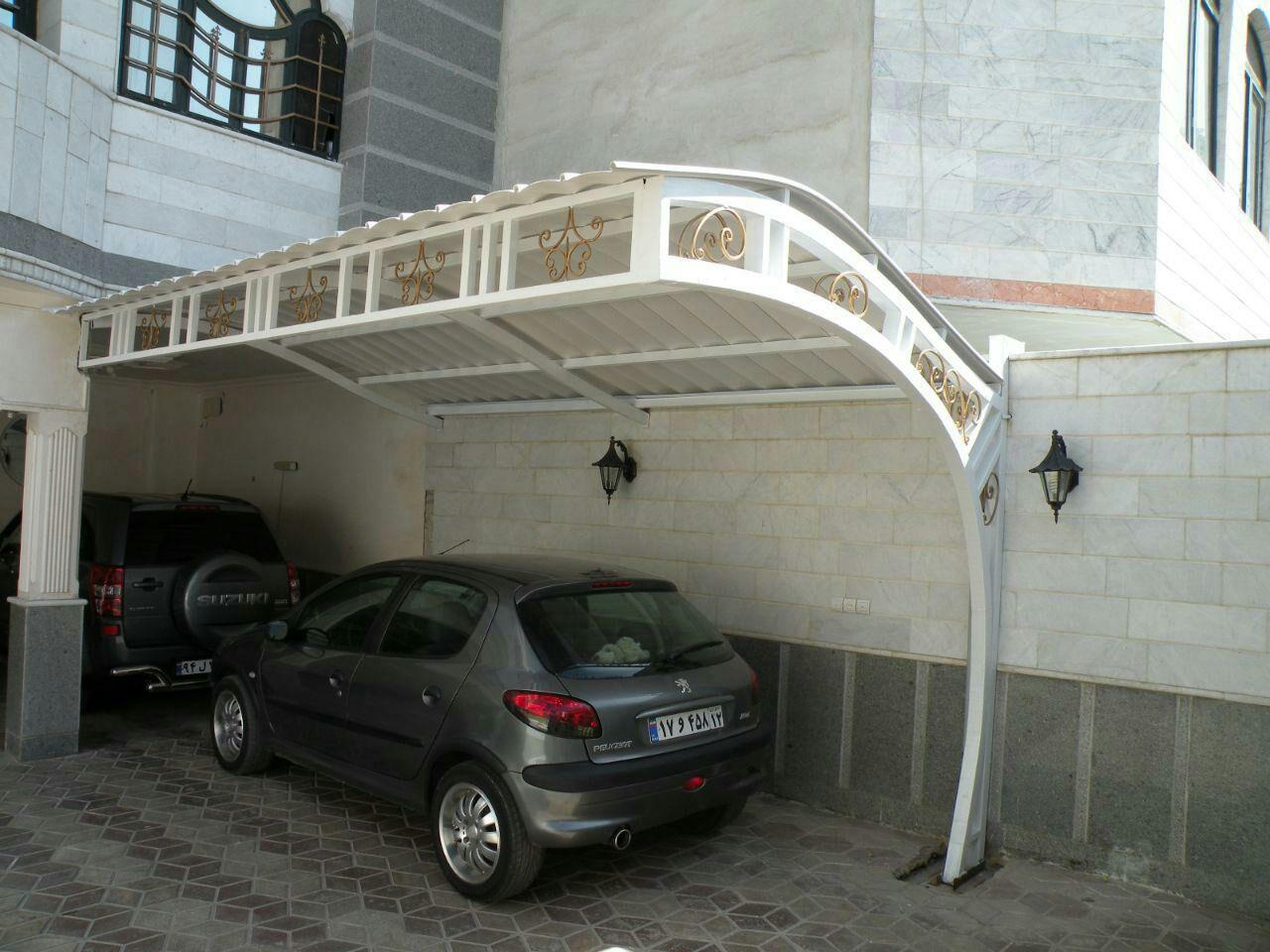
سایبان خودرو

سایبان خودرو در بین انواع سایبان‌ موجود در بازار یکی از پر طرفدارترین و پر کاربرد ترین‌ها می‌باشد. که به شکل ثابت یا متحرک ساخته می‌شود و در مکانهای عمومی مانند: ادارات، مجتمع‌های تجاری و تفریحی و مکانهای خصوصی مثل منزل یا ویلاهایی که به سایبان خودرو نیاز دارند، با در نظر گرفتن امکانات نگهداری مورد استفاده قرار می‌گیرد.
امروزه گران شدن قیمت خودروها باعث شده افراد به دنبال راهی برای محافظت از خودرو خود باشند. روشهای قدیمی مانند پوشاندن چادرهای پارچه ای بر روی بدنهٔ خودروها دیگر کاربردی نیستند و این پارچه‌ها نمی‌توانند خودرو را در برابر خیس شدن با نزولات آسمانی، تابش آفتاب و… محافظت کنند. به همین دلیل امروزه از مدلهای مختلف سایبان خودرو به جهت نگهداری از خودرو استفاده می‌شود.

### استفاده از سایبان خودرو به عنوان فضای پارک دوم یا مهمان
در برخی ساختمانها فضای پارک سر پوشیده برای خودرو دوم یا خودرو مهمان در نظر گرفته نشده است. به همین دلیل بعضی از ساکنین که نیاز به فضای پارک بیشتری برای خودرو خود دارند درصورت وجود فضای باز بلا استفاده در محوطهٔ منزل خود می‌توانند این سایبان خودرو را احداث کرده. با این کار آسایش و امنیت را برای فضای پارک خودرو خود یا خودرو مهمان فراهم کنند.

### ویژگی سایبان خودرو
سایبان خودرو اهمیت زیادی برای مصرف‌کنندگان این نوع سایبان دارد که از جملهٔ آنها می‌توان به موارد زیر اشاره کرد:
- از تابش شدید آفتاب به داخل و روی خودرو شما جلوگیری می‌کند و در پی آن از گرم شدن شدید داخل خودرو و آسیب دیدن قطعات داخلی خودرو مثل رنگ پریدگی و پوسیدگی پوشش صندلیها در فصل تابستان جلوگیری می‌کند. همچنین از رنگ پریدگی رنگ بدنهٔ خودرو شما در برابر اشعه UV (در صورت آنتی UV بودن متریال پوشش سقف) محافظت می‌کند.
- از دیگر مزایای سایبان خودرو می‌توان به کم کردن نیاز شما به کارواش و صرفه جویی در هزینه‌ها اشاره کرد؛ زیرا این سایبان، خودرو شما را از کثیف شدن در برابر فضولات پرندگان (که باعث آسیب به رنگ بدنه خودرو هم می‌شود) و همچنین بارش‌ها در فصل زمستان مانند برف و باران و تگرگ و… (که سبب کثیف شدن ظاهر ماشین می‌شود) جلوگیری می‌کند.
- این سایبان میزان زیبایی و ارزش خانهٔ شما را افزایش می‌دهد و باعث منظم شدن ظاهر فضای پارک خودرو شما می‌شود، حال محل پارک خودرو شما چه در محوطهٔ اداره و چه در حیاط منزل یا ویلای شما باشد.
- با داشتن جایگاه سایبان خودرو می‌توانید با پارک کردن سریع در جای مشخص شده برای پارک خودرو خود (به جای گشتن به دنبال جای پارک مخصوصاً در مکانهای شلوغ) در وقت خود صرفه جویی کنید. با این کار مکانی امن برای خودرو خود ایجاد کنید و از آن لذت ببرید.
- اگر در مجاورت منزل شما ساختمانی در حال ساخت و ساز است و در طول روز نگران این هستید که مصالح برروی خودرو شما سقوط کند. باید گفت دیگر نگران این موضوع نباشید چون با اجرای سایبان خودرو شما می‌توانید با یک تیر دو نشان بزنید. اینگونه هم برای خودرو خود سایه ای مناسب فراهم آورید و هم از خطرات احتمالی جلوگیری کنید و با خیال آسوده بدون هیچ نگرانی خودرو خود را زیر آن پارک کنید.
- اگر شما تا به حال تجربه پارک خودرو زیر درختان را داشته باشید این را می‌دانید که پاک کردن شیره برخی درختان کار بسیار سختی می‌باشد، با پارک کردن خودرو زیر این سازه (سایبان خودرو) دیگر با این مشکل مواجه نخواهید شد.
- اگر شما در باغ خود از خودروهای صنعتی (مانند تراکتورو…) استفاده می‌کنید این را می‌دانید که با توجه به گران‌قیمت بودن این نوع ماشین آلات باید از آنها به خوبی محافظت شود. اگر چنانچه گاراژی برای نگهداری از آن ندارید بهتر این است که همین الان شما شروع به ساخت یک گاراژ کنید؛ اما این کار زمان و هزینه زیادی از شما خواهد گرفت.

راهی مقرون به صرفه و سریعتر برای شما وجود دارد؛ آن راه این است که شما می‌توانید با در نظر گرفتن قسمتی از باغ و با تماس به یک تیم متخصص دراین زمینه سایبان خودرو مورد نظر خود را سفارش دهید و در محل اجرا، آن را در موعد مقررتحویل بگیرید تا بوسیلهٔ آن بتوانید به خوبی از این نوع خودروها محافظت نمایید.

### انواع پوشش سقف سایبان خودرو
انواع مختلفی از پوشش‌ها وجود دارد، هر کدام داری مزایا و معایبی هستند که باید با توجه به عوامل مختلفی مانند میزان تابش خورشید و شرایط جوی مناطق مختلف متریالی انتخاب شود که دارای مقاومت بالایی باشد.
پوششهای سایبان خودرو از جمله موارد زیر می‌باشد:
- یو پی وی سی (upvc)

یکی از بهترین پوشش‌ها برای سایبان خودرو ورق‌های یو پی وی سی می‌باشند که دارای مزایای زیادی از جمله: سبک بودن، غیرقابل اشتعال، دیر سوز بودن، سازگاری با محیط زیست و قابل برگشت به چرخه طبیعت، انعطاف‌پذیر، قابل شستشو، عایق حرارت، عایق صوت و… برخوردار می‌باشد.
- گالوانیزه (آهنی، فولادی، رنگی)

پوشش گالوانیزه (ورق‌هایی پوشیده شده با روی) انواع و اشکال مختلفی دارد. از جمله طرح‌های فرمینگ شده به صورت ذوزنقه، سینوسی یا کرکره ای، شادولاین و طرح سفال که تقریباً مناسب آب و هوای بیشتر مناطق هست. اما نه در مناطقی که تابش شدید آفتاب را داریم، زیرا به دلیل فلزی بودن، ورقهای گالوانیزه در اثر تابش آفتاب دمای زیر آن افزایش می‌یابد. همین‌طور هنگام بارندگی نیز آلودگی صوتی ایجاد می‌کند و نسبت به پوشش یو پی وی سی دارای معایبی از این قبیل می‌باشند.
- پلی کربنات (تک جداره، دو جداره)

پلی کربناتها ورق‌های شفاف و سبکی هستند که تقریباً تا ۸۲ درصد از نور را عبور می‌دهند و میزان سایه اندازی آنها نسبت به سایر پوشش‌ها کمتر است. در اکثر مواقع به عنوان شیشه از آنها استفاده می‌شود و باید گفته شود این ورق‌ها در هنگام تابش شدید خورشید مانند ذره بین عمل می‌کنند. باید گفت مناسب مناطقی که تابش آفتاب در آنجا به‌طور مستقیم است نمی‌باشند.
- پارچه (برزنت، اکرلیک، پی وی سی، کانتینری، ترانزیتی، انواع پلی استرها و…)

پارچه‌های مورد استفاده برای پوشش سقف سایبان خودرو دارای ویژگی‌های ضدآب، ضد غبار، دارای مقاومت کششی بالا و همچنین پارچه‌هایی هستند که خاصیت ضد UVدارند. تا در برابر رنگ پریدگی و پوسیدگی در اثر تابش آفتاب مقاومت بیشتری داشته باشند، البته باید گفت در مناطقی که وزش باد شدید است یا احتمال سقوط اشیاء تیز و سنگین است پوشش سقف پارچه ای نمی‌تواند کاربرد آنچنانی باشد. مگر در مواقعی که سایبان خودرو در معرض باد و اشیاء نباشد.
- ساندویچ پنل

ساندویچ پنل‌ها ورق‌های تشکیل شده از دو لایه گالوانیزه و یک لایه میانی که معمولاً از جنس فوم است و با چسب به یکدیگر متصل می‌شوند د. این ورق‌ها دارای مقاومت بالا، سبک، قابل شستشو و عایق قوی می‌باشند که بسته به شرایط جوی منطقه با ضخامت‌های مختلف به کار می‌روند اما قیمت بالاتری از تمامی پوشش‌ها دارد.

تمامی پوشش‌های نام برده شده در بالا دارای ضخامت، کیفیت و رنگ و طرح‌های مختلفی در بازار موجود می‌باشند که مشخصات فنی هر کدام از آنها با توجه به میزان نیاز و هزینهٔ هر شخص برای اجرای سایبان خودرو متفاوت می‌باشد.

### متریال سازهٔ سایبان خودرو
سازه سایبان خودرو به صورتهای دو طرف ستون، یک طرف ستون یا بدون ستون (بدون پایه مزاحم در صورتی که امکان اتصال به دیوار مجاور محل مورد نظر باشد) برای سایبان خودرو قابل اجرا می‌باشد.
1. سایبان دوطرفه (دو طرف ستون)

این سایبان به صورت دو طرف ستون اجرا می‌شود و در این حالت هر دو طرف پوشش سقف دارای تکیه گاه (ستون) می‌باشد، معمولاً ستونها بر روی صفحاتی که زیر آن و از قبل روی زمین قرار می‌گیرند پیچ می‌شوند و همچنین باید بسیار محکم و ایستا باشند تا در برابر نیروهای جانبی و ثقلی (مانند: زلزله، طوفان و وزن برف در زمستان و…) مقاومت بالایی داشته باشند.
سایبان دوطرفه معمولاً برای فضاهایی با ابعاد بزرگتر مانند سایبان خودرو اداری یا تجاری استفاده می‌شوند و در دو طرف آن امکان پارک خودرو می‌باشد و باید به این نکته توجه داشت که به دلیل به کار بردن آهن آلات بیشتر در ساخت این مدل از سایبانها هزینهٔ تمام شده آنها گران‌تر از سایر مدلها می‌باشد.
1. سایبان یک طرفه (یک طرف ستون)

این سایبان فقط در یک طرف خود با توجه به بارهای وارد بر آن (مانند بار برف و وزن ناشی از پوشش سقف و…) دارای یک یا دو ستون (یا بیشتر) می‌باشد و معمولاً برای فضاهایی با مساحت کوچکتر مناسب می‌باشد؛ به این مدل سایبان کنسولی نیز گفته می‌شود.

#### انواع متریال سازهٔ سایبان خودرو
سازه سایبان خودرو باید از متریالی مستحکم و مقاوم ساخته شود تا توانایی تحمل وزن بارهای وارده را داشته باشد که در بیشتر مواقع از متریال‌های زیر ساخته می‌شود:
- پروفیل

پروفیلها یکی از مصالح پر کاربرد در ساخت سایبان خودرو می‌باشند که به صورت قوطی‌های فلزی نورد شده که به دو روش قدیمی (برش و جوش‌های پست سر هم) و روش جدید و متداول (نورد سرد بدون برش با فشار بالا) امروزه مورد استفاده قرار می‌گیرند و باید گفت سازه پروفیل نسبت به سازه تیر ورق وزن سبک تری دارد و برای به کار بردن در سازه‌های سبک انتخاب بهتری هستند.
- تیرورق

یکی دیگر از متریالهای مورد استفاده در ساخت سایبان خودرو ورقهای فلزی برش خورده و CNC شده هستند که به عنوان سازه سایبان و نگه دارنده پوشش سقف سایبان خودرو مورد استفاده قرار می‌گیرند. این نوع از سازه بخاطر زیبایی ظاهری آن (نسبت به سازه‌های پروفیل) که به وسیلهٔ دستگاه CNC روی آن برش‌هایی طبق نقشه طراحی شده بوجود می‌آید و برای کسانی که خواهان زیبایی بیشتر سایبان خودرو خود می‌باشند مناسب است.
- چوب

معمولاً از چوبهای ترمو وود که خاصیت ضدآب دارند برای سازه سایبان استفاده می‌شود. البته متریال چوب به دلیل استحکام پایین و قابل اشتعال بودن کاربرد زیادی در استفاده سازه سایبان ندارد.

### کابردهای سایبان خودرو
- سایبان خودرو اداری:

سایبان خودرو را می‌توان به منظور استفاده جهت خودروهای کارمندان یک اداره اجرا کرد، به شرطی که تعداد سایبان خودرو در فضای پارکینگ خودرو ادارات مطابق با تعداد کارمندان آن اداره باشد.
با این کار به آنها کمک می‌کنیم تا به موقع سرکار خود حاضر شوند و وقت خود را صرف پیدا کردن جای پارک مناسب نکنند.
- سایبان خودرو مسکونی:

از سایبان خودرو در حیاط منزل برای پارک خودرو به جهت محافظت خودرو در برابر نور شدید خورشید و… می‌توان استفاده کرد، همچنین می‌توان در هنگام نبود خودرو زیر آن استفاده‌های دیگری نیز از سایبان خودرو داشت برای این کار نیاز به قرار دادن میز و صندلی زیر آن داریم و این گونه می‌توان اوقات خوشی را برای تمام اعضای خانواده و نیز در زیر سایه آن فضایی برای بازی بچه‌ها در روزهای آفتابی بوجود آورد.
- سایبان خودرو ویلا و باغ:

معمولاً در ویلاها به جای در نظر گرفتن پارکینگ خودرو مسقف به دلیل محدودیتها، زمان بر بودن و بالا بودن هزینه‌های ساخت، از سایبان خودرو که سازه سبک هم محسوب می‌شود و همچنین سرعت ساخت آن بالاست و مقرون به صرفه نیز هست استفاده می‌شود.

### نگهداری سایبان خودرو
- نیاز به شستشو:

با توجه به اینکه این سایبان در فضای باز قرار می‌گیرد به دلیل غبار موجود در هوا در هر منطقه و آب و هوایی امکان نشستن گرد و غبار بر روی سایبان به مرور زمان وجود دارد و در صورتی که نیاز به شستشو داشته باشد باید آنرا بشویید.
البته باید به این نکته توجه داشت که شستشوی سایبان باید طوری انجام شود که باعث آسیب رسیدن به پوشش یا بدنه آن نشود.
- تعمیر و ترمیم:

سایبان خودرو یکی از وسایل پرکارد برای خودرو شما محسوب می‌شود به همین دلیل بهتر است در صورتی که قسمتی از پوشش سقف یا سازه سایبان خودرو شما دچار آسیب شد هر چه زودتر آن را تعمیر و اصلاح کنید؛ این کار در طول عمر سایبان و همچنین زیبایی ظاهری آن تأثیر گذار خواهد بود.
- ایجاد روشنایی:

تجهیز روشنایی سایبان خودر یکی دیگر از خدماتی است که برای سایبان در نظر گرفته شده، مخصوصاً برای خودروهای سنگین و صنعتی که در کارخانه‌ها رفت و آمد دارند از اهمیت ویژه ای برخوردار است، زیرا در هنگام شب و در زمان تاریکی امکان برخورد خودرو به سازه سایبان وجود دارد و پیش آمدن این موضوع ممکن است باعث آسیب دیدن سازه سایبان خودرو شود اما با ایجاد روشنایی در اطراف سایبان می‌توان از این اتفاق تا حد زیادی جلوگیری کرد.

#### مراحل اجرای سایبان خودرو
مراحل ساخت و اجرای سایبان خودرو معمولاً بستگی به مصالح مورد استفاده در آن، ممکن است کمی با یکدیگر تفاوت داشته باشند:
- اجرای فونداسیون

درصورتی که سایبان خودرو ما نیاز به اجرای فونداسیون داشته باشد ابتدا باید گود برداری به عمق ۵۰ تا ۱۰۰ سانتی‌متر (طبق آیین‌نامه‌ها و محاسبات انجام شده) انجام شود؛ سپس عملیات آرماتوربندی و بعد از آن صفحه گذاری طبق محاسبات انجام شده و در مرحله آخر بتن آماده و ریخته می‌شود.
در صورتی که در مجاورت فضای در نظر گرفته شده برای سایبان خودرو تکیه گاهی وجود داشته باشد و امکان نصب سایبان بدون هیچ ستونی امکان‌پذیر باشد، دیگر نیاز به اجرای فونداسیون نداریم.
- ساخت سازه

سازه بر اساس محاسبات انجام شده طبق نقشه طراحی شده در کارگاه ساخته می‌شود، سازه سایبان‌های ثابت معمولاً از متریال پروفیل یا تیر ورق ساخته می‌شود که هر کدام روش ساخت متفاوتی دارند و بعد از ساخت خرپاها کمک جرثقیل در محل اجرای فونداسیون آمادهٔ برپایی و نصب می‌شود و باید به‌طور کامل ثابت گردد.
- تیرریزی

جهت اتصال خرپاها به یکدیگر روی آنها تیرریزی قرار داده می‌شود تا خرپاها توسط تیرها یا پرلین به یکدیگر متصل شوند، پرلینها باید روی یک خط به موازات یکدیگر شاقول و تنظیم شوند تا بتوان به درستی پوشش سقف روی آنها را نصب نمود. استحکام و جا نمایی درست پرلینها به‌طور مستقیم بر میزان دوام پوشش سایبان در برابر بارهای وارده مخصوصاً باد و طوفان تأثیر می‌گذارد.
- رنگ آمیزی سازه

بعد از اتصال خرپاها به یکدیگر تمام بدنه به مقدار لازم طبق تشخیص ناظر پروژه ضدزنگ می‌خورد و پس از آن عملیات رنگ آمیزی شروع می‌شود، رنگ آمیزی ممکن است به صورت اپوکسی، رنگ روغنی و… انجام شود و باید توجه داشت که کیفیت رنگ مورد استفاده برای پوشش و سازه سایبان خودرو بسیار حائز اهمیت می‌باشد.
- نصب پوشش سقف

پس از گذشت تمام مراحل پوشش سقف آماده نصب می‌شود و بر روی پرلینها با توجه به نوع پوشش و اتصالات مناسب، پوشش انتخاب شده و بر روی سقف نصب می‌گردد.

#### نکته مهم در مورد ورق‌های UPVC
امروزه با توجه به قیمتهای بالای خودرو پیشنهاد می‌گردد برای اجرای سایبان خودرو از بهترین و با کیفیت‌ترین متریالهای موجود در بازار استفاده نمایید، امروزه بهترین نوع پوشش سقف؛ ورق‌های UPVC هستند به دلایل زیر:
- به دلیل مونتاژ این ورق‌ها در ابعاد کوچکتر در صورت خراب شدن فقط نیاز به تعمیر یا تعویض همان قسمت هست.
- درصورت بارش باران و تگرگ UPVC مانند عایق صوتی عمل می‌کند و سر و صدایی ندارد.
- در زمان آتش‌سوزی UPVC شعله‌ور نمی‌شود و مقاومت بالایی در مقابل حرارت دارند و حتی دارای خاصیت خود خاموش شوندگی نیز می‌باشد.
- ورق‌های UPVC در مقابل اشعه ماورا بنفش به دلیل خاصیت ضد UV مقاومت بالایی دارند، دچار رنگ پریدگی و پوسیدگی نمی‌شوند.
- این نوع ورقها دارای محدودیت در طرح و رنگ نیستند و در هر رنگی قابل سفارش می‌باشند.
- ورق یو پی وی سی در هر ابعادی قابل تولید می‌باشد.
- این ورقها دارای ظاهر زیبا و براقی هستند که باعث انعکاس نور شده و همین ویژگی باعث گرم نشدن زیر سایبان می‌شود.

1. نصب پیشانی عمودی

در صورتی که قصد داشته باشیم سایبان خودرو ما سایه اندازی بهتری داشته باشد، مخصوصاً در مناطقی که آفتاب شدیدی می‌تابد از پیشانی سایبان که به صورت عمودی (با زاویه ۹۰ درجه با پوشش سقف) زیر پوشش سقف نصب می‌شود استفاده می‌کنیم.
معمولاً به جهت زیبایی ظاهری سایبان خودرو بهتر است جنس پیشانی سایبان مطابق با جنس پوشش سقف آن در نظر گرفته شود.
1. نصب آبرو

برای مناطقی که بارندگی زیادی دارد آبروهایی که معمولاً از جنس گالوانیزه می‌باشد استفاده می‌شود تا آبی که در هنگام بارندگی بر روی سایبان جمع می‌شود را به جای مناسب تری هدایت کند. همچنین باعث دوام بیشتر سایبان خودرو شما شود، این آبروها در قسمتی که شیب آب را به آن سمت هدایت می‌کند (معمولا پشت سایبان) نصب می‌شوند.

### نکاتی برای اجرای سایبان خودرو
- ابعاد سایبان خودرو باید استاندارد باشد (طبق آیین‌نامه‌های موجود)
- سایبان تا حد امکان در فضایی که دید کور دارد قرار نگیرد و در دید رس مصرف‌کننده باشد.
- کاربردی باشد و صرفاً جنبه تزیینی نداشته باشد.
- مکان استفاده حد اکثری از فضای زیر آن را داشته باشد و تا حد امکان استفاده پرت از فضا نشود.

##### قابلیت جابجایی سایبان خودرو
تمام اجزای سایبان خودرو به دلیل موقتی بودن اتصالات قابلیت جابجایی دارند به جز فونداسیون، امکان باز کردن تمام اجزا در صورت پیچ و مهره ای بودن اتصالات هست و می‌توان سایبان خودرو را پس از اجرای فونداسیون جدید در مکان مورد نظر جابجا کرد.

### عوامل مؤثر در قیمت سایبان خودرو
البته باید گفته شود قیمتها با در نظر گرفتن نوسانات بازار متغیر می‌باشند:
- میزان ابعاد در نظر گرفته شده جهت اجرای سایبان خودرو که برای مدلهای مختلف ماشین متفاوت می‌باشد و بستگی به مدل خودرو شما دارد و طبق آن دارای طول، عرض و ارتفاع متغیری است.[۱][۲]
- متریال مورد استفاده شما در پوشش سقف و سازه که با توجه به آب و هوای محل استفاده از این سایبان متفاوت می‌باشد.
- نیاز به فونداسیون[۳]